# Relations entre l'Union européenne et le Vietnam
Les relations entre l’Union européenne et le Viêt Nam reposent sur l'aide au développement, néanmoins l'Union cherche à intensifier sa coopération avec le Viêt Nam. Le 26 juin 2012, les négociations d'un accord de libre-échange ont commencé. Le lendemain, un accord de partenariat et de coopération a été signé entre l'Union et le Viêt Nam.

## Sources

## Compléments